# Livada (Arad)
Livada (Hongaars: Fakert) is een gemeente in het district Arad in Roemenië. De gemeente had in 2011 in totaal 2660 inwoners en is gelegen ten noorden van de stad Arad.
De gemeente bestaat uit twee kernen:
- Livada (Fakert)
- Sânleani (Szentleányfalva)

De kernen zijn volledig aan elkaar vastgegroeid en vormen een eenheid.